# (455206) 2001 FE193
(455206) 2001 FE193, também escrito como (455206) 2001 FE193, é um objeto transnetuniano ue está localizado no cinturão de Kuiper, uma região do Sistema Solar. Este corpo celeste é classificado como um cubewano. Ele possui uma magnitude absoluta de 7,2 e tem um diâmetro com cerca de 160 km.

## Descoberta
(455206) 2001 FE193 foi descoberto no dia 27 de março de 2001 pelos astrônomos R. L. Allen, G. Bernstein e R. Malhotra.

## Órbita
A órbita de (455206) 2001 FE193 tem uma excentricidade de 0,128 e possui um semieixo maior de 46,992 UA. O seu periélio leva o mesmo a uma distância de 40,975 UA em relação ao Sol e seu afélio a 53,010 UA.